# ホワット・キャン・アイ・ドゥ
「ホワット・キャン・アイ・ドゥ」（What Can I Do）は、アイルランドのバンド、ザ・コアーズが1997年のアルバム『トーク・オン・コーナーズ』で発表した楽曲。プロデュースは、ザ・コアーズのメンバーであるジム・コアーによる。レコーディングには、ザ・コアーズのメンバー4人に加えてアンソニー・ドレナンがギターで参加した。
1998年2月には、『トーク・オン・コーナーズ』からの第3弾シングルとしてリリースされた。ミュージック・ビデオは、ナイジェル・ディックの監督により、1998年2月26日にニュージーランドの北島で撮影された。イギリスでは1998年3月28日付の全英シングルチャートで53位となるが、翌週にはトップ100圏外となっている。

## ティン・ティン・アウト・リミックス
1998年8月、ティン・ティン・アウトによるリミックスが施されたヴァージョンがシングルとしてリリースされた。新たに追加されたストリングスの演奏は、ザ・デューク・カルテットによる。イギリスではオリジナル・ヴァージョン以上の大ヒットを記録して、全英シングルチャートで最高3位に達し、11週に渡りトップ100圏内にとどまった。
ザ・コアーズの初のベスト・アルバム『ザ・ベスト・オブ・ザ・コアーズ』（2001年）には、このリミックス・ヴァージョンが収録された。

## 収録曲

### イギリス盤（オリジナル）
1. "What Can I Do" - 4:18
2. "Little Wing" - 5:07
3. "No Good for Me" (live) - 3:54

### イギリス盤（ティン・ティン・アウト・リミックス）
1. "What Can I Do" (Tin Tin Out Remix)
2. "Paddy McCarthy"